# بيت غاس
بيت غاس (بالإنجليزية: Pete Gas)‏ هو مصارع محترف أمريكي، ولد في 29 مايو 1970 في غرينيتش في الولايات المتحدة.

## وصلات خارجية
- بيت غاس على موقع CageMatch worker (الإنجليزية)
- بيت غاس على موقع قاعدة بيانات المصارعة على الإنترنت (الإنجليزية)

- بيت غاس على موقع IMDb (الإنجليزية)
- بيت غاس على موقع كينوبويسك (الروسية)